# Mai-HiME
Mai-HiME (japonsky 舞-HiME) je anime ve stylu šódžo. Má 26 dílů z prostředí japonské střední školy, z toho prvních asi 10 dílů je pojato humorně, poté se ovšem toto anime stává mnohdy i velmi pochmurným. Na základě seriálu byla vytvořena manga o 5 svazcích.
Příběh pojednává o dívce, která se jmenuje Mai Tokiha. Po nástupu do školy Fúka gakuen však zjistí, že dokáže ovládat speciální schopnosti, stejně jako dalších 12 dívek, jejichž totožnost a schopnosti jsou během seriálu postupně odhalovány.